# Favières (Seine-et-Marne)
Pour les articles homonymes, voir Favières.
Favières (prononcé [fa.vjɛʁ]) est une commune française située dans le département de Seine-et-Marne, en région Île-de-France.

## Géographie

### Localisation
La commune est située à 3 km au nord de Tournan-en-Brie, à 5,5 km au nord-est de Gretz-Armainvilliers et à 11 km à l'est de Ozoir-la-Ferrière.

### Communes limitrophes
| Pontcarré            | Bussy-Saint-Georges Jossigny | Villeneuve-Saint-Denis |
|                      | Favières                     | Neufmoutiers-en-Brie   |
| Gretz-Armainvilliers | Tournan-en-Brie              |                        |

### Géologie et relief
La commune est classée en zone de sismicité 1, correspondant à une sismicité très faible. L'altitude varie de 92 mètres à 126 mètres pour le point le plus haut, le centre du bourg se situant à environ 102 mètres d'altitude (mairie).

### Hydrographie

#### Réseau hydrographique

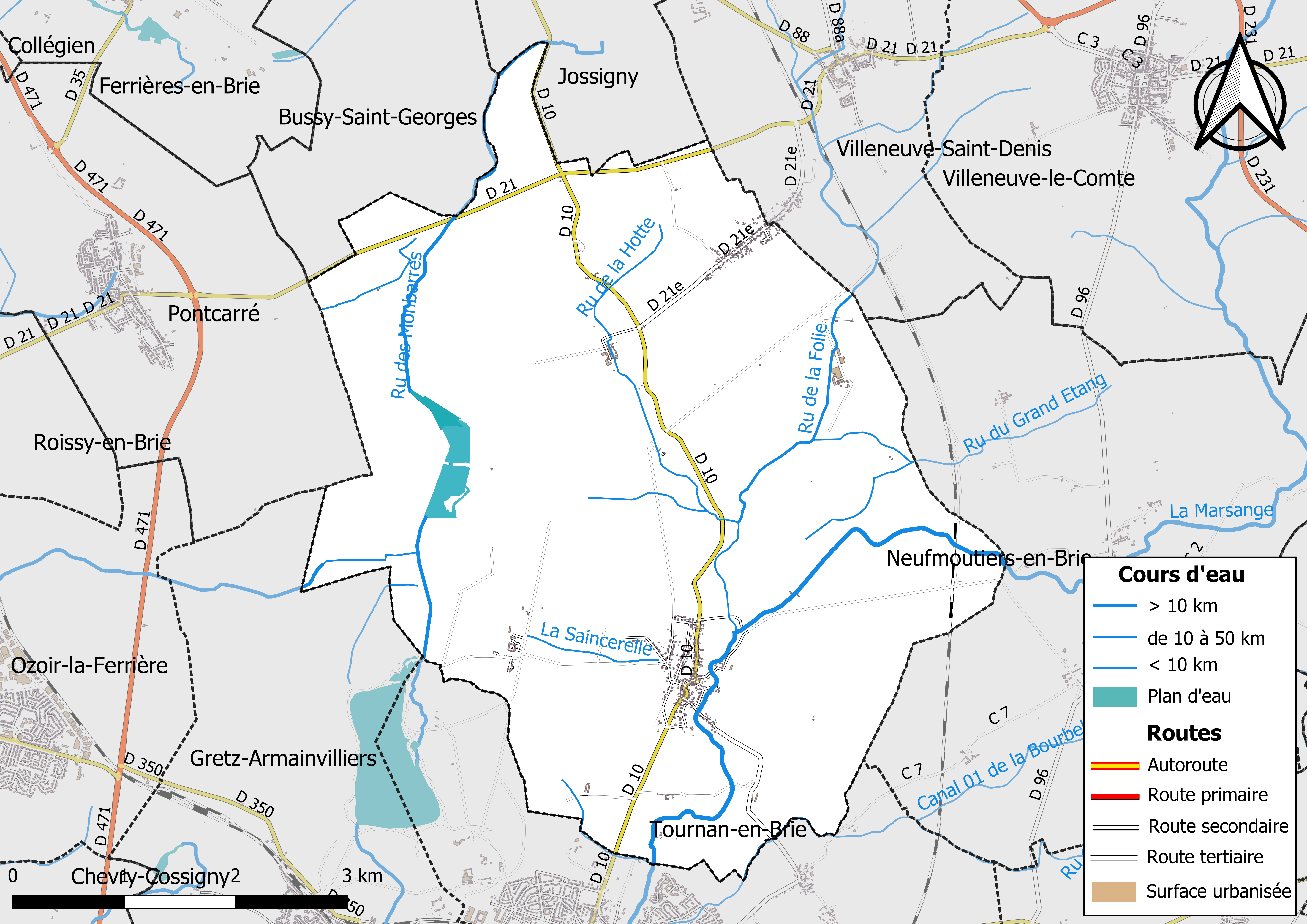
Carte des réseaux hydrographique et routier de Favières.

Le réseau hydrographique de la commune se compose de quatorze cours d'eau référencés :
- le ru de la Ménagerie, long de 10,99 km[4], affluent du Réveillon ;
- la Marsange, longue de 30,39 km[5], affluent de l'Yerres en rive droite ;
  - le ru de Madereau, 1,29 km[6] et ;
  - le ru des Boissières ou ru Granchard, cours d'eau naturel et canal de 8,18 km[7], et ;
  - le ru des Monbarres, 12,66 km[8], affluent de la Marsange ;
    - le canal 01 du Vivier, 0,92 km[9], qui conflue avec le ru des Monbarres.

  - le ru de la Hotte, 4,85 km[10], affluent de la Marsange ;
    - le fossé 01 de la Commune de Favières, 1,13 km[11], et
    - le ru de la Folie, 9,81 km[12], qui confluent avec le ru de la Hotte ;
      - le ru du Grand Etang, 3,08 km[13], qui conflue avec le ru de la Folie ;
        - le fossé 01 du Gros Bouleau, 1,28 km[14], qui conflue avec le ru du Grand Étang ;
- la Saincerelle, 1,23 km[15] ;
- le canal 01 de la Commune de Favières, 1,27 km[16] ;
- le canal 01 de la Commune de Gretz-Armainvilliers, 1,27 km[17] ;

La longueur totale des cours d'eau sur la commune est de 28,71 km.

#### Gestion des cours d'eau
Afin d’atteindre le bon état des eaux imposé par la Directive-cadre sur l'eau du 23 octobre 2000, plusieurs outils de gestion intégrée s’articulent à différentes échelles : le SDAGE, à l’échelle du bassin hydrographique, et le SAGE, à l’échelle locale. Ce dernier fixe les objectifs généraux d’utilisation, de mise en valeur et de protection quantitative et qualitative des ressources en eau superficielle et souterraine. Le département de Seine-et-Marne est couvert par six SAGE, au sein du bassin Seine-Normandie.
La commune fait partie du SAGE « Yerres », approuvé le 13 octobre 2011. Le territoire de ce SAGE correspond au bassin versant de l’Yerres, d'une superficie de 1 017 km2, parcouru par un réseau hydrographique de 450 kilomètres de long environ, répartis entre le cours de l’Yerres et ses affluents principaux que sont : le ru de l'Étang de Beuvron, la Visandre, l’Yvron, le Bréon, l’Avon, la Marsange, la Barbançonne, le Réveillon. Le pilotage et l’animation du SAGE sont assurés par le syndicat mixte pour l’Assainissement et la Gestion des eaux du bassin versant de l’Yerres (SYAGE), qualifié de « structure porteuse ».

### Climat
Pour des articles plus généraux, voir Climat de l'Île-de-France et Climat de Seine-et-Marne.
En 2010, le climat de la commune est de type climat océanique dégradé des plaines du Centre et du Nord, selon une étude du CNRS s'appuyant sur une série de données couvrant la période 1971-2000. En 2020, Météo-France publie une typologie des climats de la France métropolitaine dans laquelle la commune est exposée à un climat océanique altéré et est dans une zone de transition entre les régions climatiques « Sud-ouest du bassin Parisien » et « Nord-est du bassin Parisien ».
Pour la période 1971-2000, la température annuelle moyenne est de 10,8 °C, avec une amplitude thermique annuelle de 15,2 °C. Le cumul annuel moyen de précipitations est de 725 mm, avec 11,3 jours de précipitations en janvier et 8 jours en juillet. Pour la période 1991-2020, la température moyenne annuelle observée sur la station météorologique la plus proche, située sur la commune de Torcy à 13 km à vol d'oiseau, est de 12,1 °C et le cumul annuel moyen de précipitations est de 716,4 mm,. Pour l'avenir, les paramètres climatiques de la commune estimés pour 2050 selon différents scénarios d'émission de gaz à effet de serre sont consultables sur un site dédié publié par Météo-France en novembre 2022.

### Milieux naturels et biodiversité

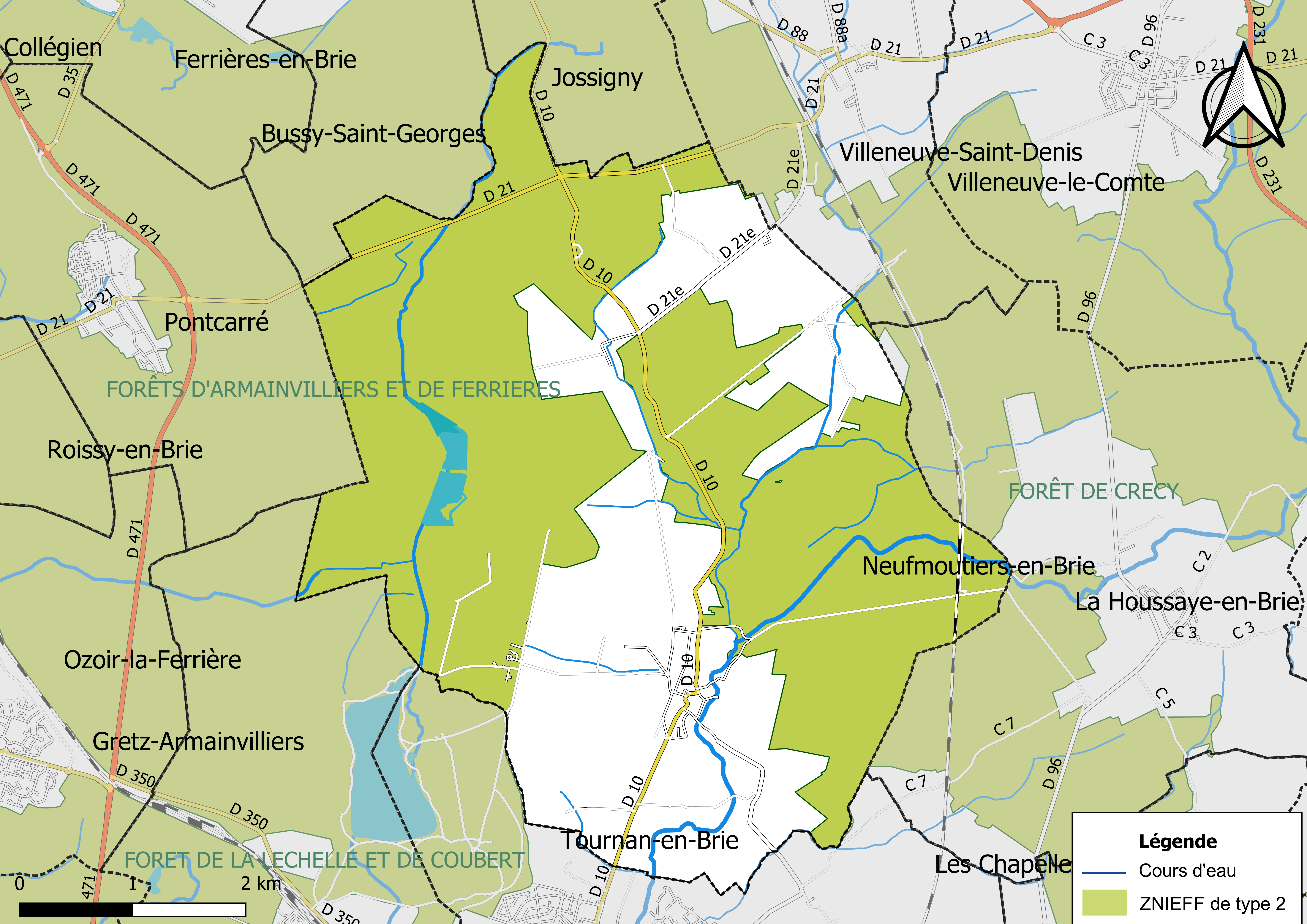
Carte des ZNIEFF de type 2 localisées sur la commune.

L’inventaire des zones naturelles d'intérêt écologique, faunistique et floristique (ZNIEFF) a pour objectif de réaliser une couverture des zones les plus intéressantes sur le plan écologique, essentiellement dans la perspective d’améliorer la connaissance du patrimoine naturel national et de fournir aux différents décideurs un outil d’aide à la prise en compte de l’environnement dans l’aménagement du territoire.
Le territoire communal de Favières comprend deux ZNIEFF de type 2,, :
- la « Forêt de Crécy » (6 897,74 ha), couvrant 17 communes du département[29] ;
- les « forêts d'Armainvilliers et de Ferrières » (5 682,94 ha), couvrant 12 communes du département[30].

## Urbanisme

### Typologie
Au 1er janvier 2024, Favières est catégorisée bourg rural, selon la nouvelle grille communale de densité à sept niveaux définie par l'Insee en 2022.
Elle est située hors unité urbaine. Par ailleurs la commune fait partie de l'aire d'attraction de Paris, dont elle est une commune de la couronne,. Cette aire regroupe 1 929 communes,.

### Lieux-dits et écarts
La commune compte 44 lieux-dits administratifs répertoriés consultables ici (source : le fichier Fantoir).
Il s'agit notamment de : Hermières - Grenouillère - la Hotte - la Sablonnière - la Brétèche - les Trente Arpents - Mandegris - Villemigeon - la Pilonnerie - la Planchette - Puits Carré - Saint-Ouen - la Route - Belle-Epine - Chêne Galeux - le Poncelet - Ferme de l'Aunaie.

### Occupation des sols
L'occupation des sols de la commune, telle qu'elle ressort de la base de données européenne d’occupation biophysique des sols Corine Land Cover (CLC), est marquée par l'importance des forêts et milieux semi-naturels (65,7 % en 2018), une proportion sensiblement équivalente à celle de 1990 (65,8 %). La répartition détaillée en 2018 est la suivante :
forêts (64,5%), terres arables (27,9%), prairies (3,2%), zones urbanisées (2,1%), milieux à végétation arbustive et/ou herbacée (1,1%), eaux continentales (1,1 %).
Parallèlement, L'Institut Paris Région, agence d'urbanisme de la région Île-de-France, a mis en place un inventaire numérique de l'occupation du sol de l'Île-de-France, dénommé le MOS (Mode d'occupation du sol), actualisé régulièrement depuis sa première édition en 1982. Réalisé à partir de photos aériennes, le Mos distingue les espaces naturels, agricoles et forestiers mais aussi les espaces urbains (habitat, infrastructures, équipements, activités économiques, etc.) selon une classification pouvant aller jusqu'à 81 postes, différente de celle de Corine Land Cover,,. L'Institut met également à disposition des outils permettant de visualiser par photo aérienne l'évolution de l'occupation des sols de la commune entre 1949 et 2018.

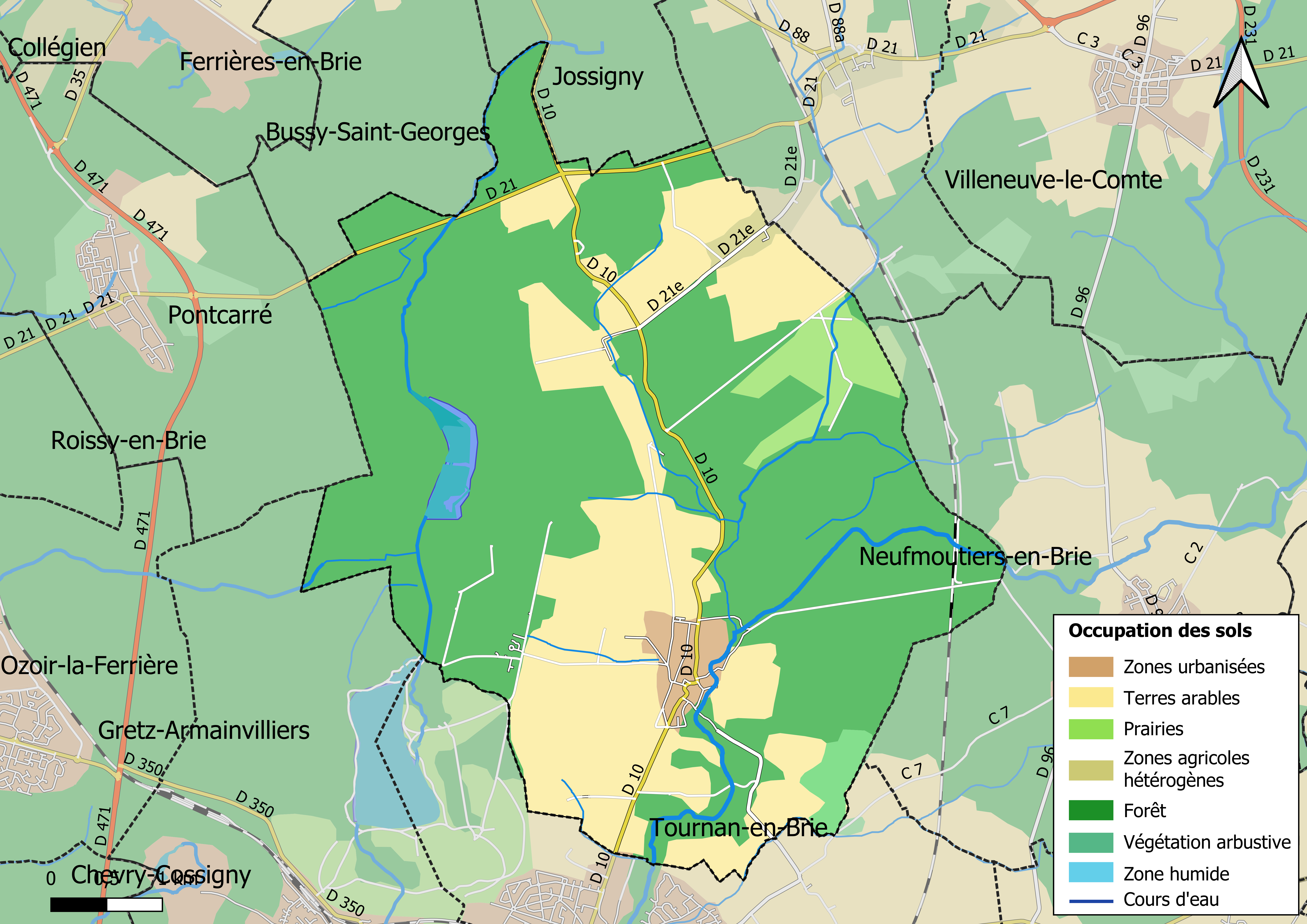
Carte des infrastructures et de l'occupation des sols en 2018 (CLC) de la commune.
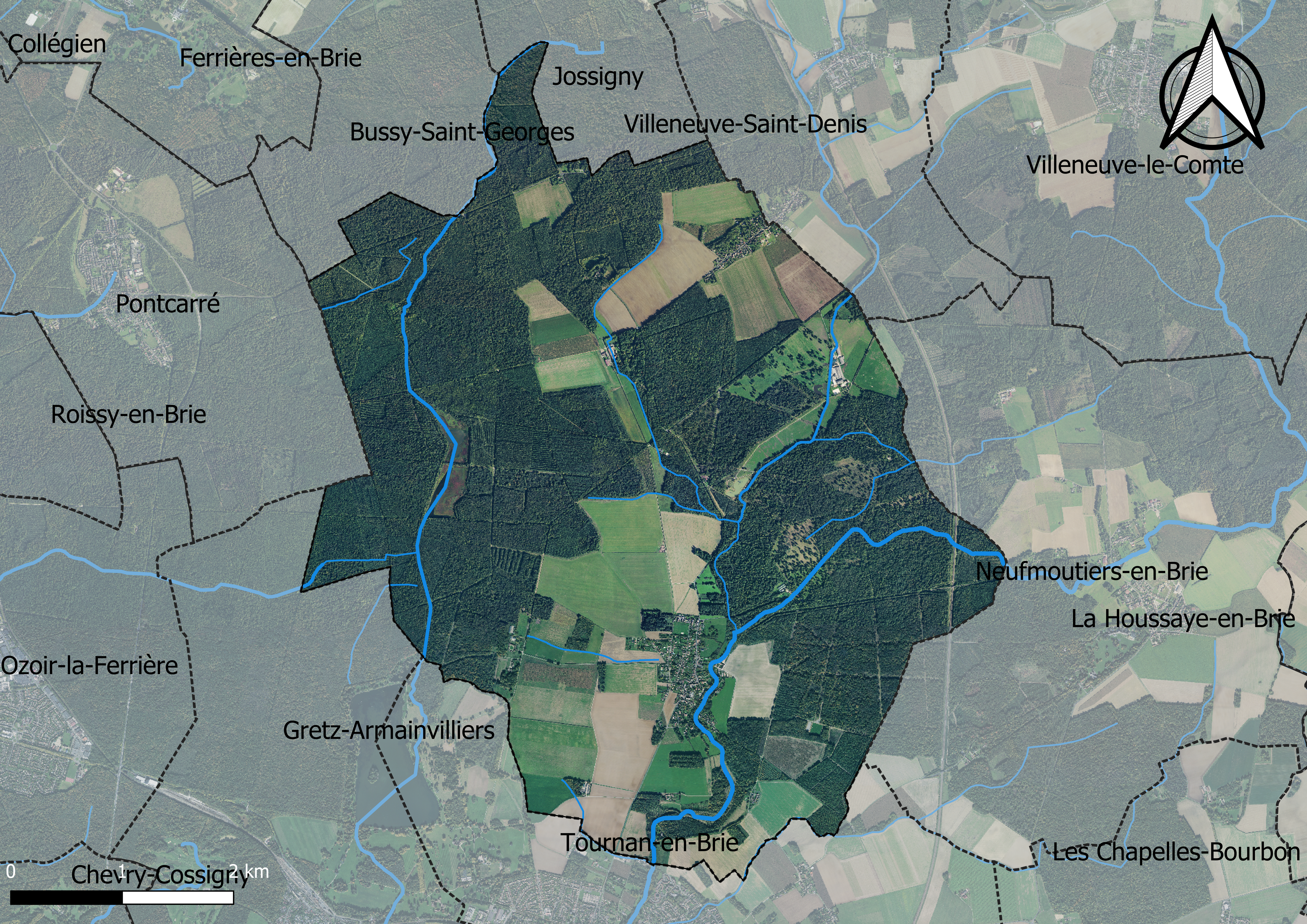
Carte orhophotogrammétrique de la commune.

### Planification
La commune disposait en 2019 d'un plan local d'urbanisme approuvé. Le zonage réglementaire et le règlement associé peuvent être consultés sur le Géoportail de l'urbanisme.

### Logement
En 2016, le nombre total de logements dans la commune était de 511 dont 85,1 % de maisons et 14,5 % d'appartements.
Parmi ces logements, 88,1 % étaient des résidences principales, 3,1 % des résidences secondaires et 8,8 % des logements vacants.
La part des ménages fiscaux propriétaires de leur résidence principale s'élevait à 68 % contre 27,6 % de locataires et 4,4 % logés gratuitement.

### Voies de communication et transports

#### Transports
La commune est desservie par la ligne d'autocars No 32 (Tournan-en Brie - Val d'Europe) du réseau de bus Pays Briard.
Ainsi que par la ligne express 02 (Meaux - Melun)
Depuis avril 2024, la commune est desservie en soirée par le bus Soirée Marne-la-Vallée - Chessy, permettant de relier la gare de Marne la vallée Chessy.

## Toponymie
Le nom de la localité est mentionné sous les formes Fabarias au IXe siècle (Polyptyque d'Irminon) ; Nemora Faveriarum en 1223 ; Nemora de Faveris en 1227 ; Faveriae in Brya en 1257 ; Favieres en 1270 ; Ecclesia de Faveriis in decanatu Moissiaci au XIIIe siècle ; Favieres en Brie en 1738.
Favières est issu du bas latin fabareolae, dérivé du latin faba ("fève"), donc « champ où l'on cultive des fèves ». Les favières sont des champs de fèves, essentielles dans la nourriture du paysan.

## Histoire
Au hameau d'Hermières fut fondé vers 1160 par la famille des comtes de Champagne une abbaye de l'ordre des Prémontrés dédiée à saint Nicolas d'Hermières, aujourd'hui disparue.
La commune, instituée par la Révolution française en 1793 sous le nom de Faviers, est mentionnée en 1801 comme Favières et Hermière puis ultérieurement celui de Favières.
De nombreux domaines agricoles sont achetés par la famille Rothschild au XIXe siècle, qui possédaient encore l’essentiel des terres avant la Seconde Guerre mondiale.

### Circonscriptions d'Ancien Régime
- Intendance : Paris
- Élection : Rozay
- Subdélégation, Rozay
- Grenier à sel : Lagny
- Coutume : Melun
- Parlement : Paris
- Bailliage, prévôté et vicomté de Pari
- Gouvernement : Ile-de-France
- Diocèse : Paris
- Archidiaconé : Brie
- Doyenné : Vieux-Corbeil[50].

## Politique et administration

### Rattachements administratifs et électoraux
Favières se trouve dans le département de Seine-et-Marne. Rattachée depuis la Révolution française à l'arrondissement de Melun, elle intègre le 1er janvier 2017 l'arrondissement de Provins afin de faire coïncider les limites d'arrondissement et celles des intercommunalités.
Pour l'élection des députés, elle fait partie depuis 2012 de la troisième circonscription de Seine-et-Marne.
Favières appartenait depuis 1793 du canton de Tournan-en-Brie. Dans le cadre du redécoupage cantonal de 2014 en France, elle est désormais rattachée au canton d'Ozoir-la-Ferrière.

### Intercommunalité
La commune faisait partie de la Communauté de communes de la Brie boisée, créée fin 2001.
Dans le cadre des dispositions de la loi portant nouvelle organisation territoriale de la République (Loi NOTRe) du 7 août 2015, qui prévoit que les établissements publics de coopération intercommunale (EPCI) à fiscalité propre doivent avoir un minimum de 15 000 habitants (et 5 000 habitants en zone de montagnes), le préfet de Seine-et-Marne a arrêté le 30 mars 2016 un nouveau schéma départemental de coopération intercommunale (SDCI) qui prévoit notamment la fusion de la communauté de communes de la Brie boisée, de la communauté de communes du Val Bréon et de la communauté de communes les Sources de l'Yerres, ainsi que la commune de Courtomer.
Par arrêté préfectoral du 23 décembre 2016, l'intercommunalité fusionne le 1er janvier 2017 pour former la nouvelle intercommunalité du Val Briard, dont Favières est désormais membre*

### Liste des maires
| Période                                  | Période   | Identité             | Étiquette | Qualité |
| ---------------------------------------- | --------- | -------------------- | --------- | ------- |
| Les données manquantes sont à compléter. |           |                      |           |         |
| 1888                                     | 1892      | Louis Adolphe Besoul |           |         |
| 1892                                     | 1919      | Lucien Geofrroy      |           |         |
| 1919                                     | 1925      | Claude Huot          |           |         |
| 1925                                     | 1935      | Lucien Geoffroy      |           |         |
| 1935                                     | 1941      | Maurice Geoffroy     |           |         |
| 1941                                     | 1944      | Constant Grandpierre |           |         |
| 1944                                     | 1947      | Octave Coplo         |           |         |
| 1947                                     | 1953      | Eugène Girod         |           |         |
| 1953                                     | 1968      | Louis-Victor Dortée  |           |         |
| 1968                                     | 1977      | Roger Damerot        |           |         |
| 1977                                     | 1983      | Gustave Marsault     |           |         |
| 1983                                     | 1995      | Paul Lanoue          |           |         |
| 1995                                     | 2008      | Jean-Paul Mornon     |           |         |
| mars 2008                                | mars 2014 | Philippe Muro        |           |         |
| mars 2014                                | 2020      | Jean-Claude Martinez |           |         |
| 2020                                     | En cours  | Daniel Patu          |           | Cadre   |

## Équipements et services

### Eau et assainissement
L’organisation de la distribution de l’eau potable, de la collecte et du traitement des eaux usées et pluviales relève des communes. La loi NOTRe de 2015 a accru le rôle des EPCI à fiscalité propre en leur transférant cette compétence. Ce transfert devait en principe être effectif au 1er janvier 2020, mais la loi Ferrand-Fesneau du 3 août 2018 a introduit la possibilité d’un report de ce transfert au 1er janvier 2026,.

#### Assainissement des eaux usées
En 2020, la commune de Favières gère le service d’assainissement collectif (collecte, transport et dépollution) en régie directe, c’est-à-dire avec ses propres personnels.
L’assainissement non collectif (ANC) désigne les installations individuelles de traitement des eaux domestiques qui ne sont pas desservies par un réseau public de collecte des eaux usées et qui doivent en conséquence traiter elles-mêmes leurs eaux usées avant de les rejeter dans le milieu naturel. Le Syndicat mixte Centre Brie pour l'ANC (SMCBANC) assure pour le compte de la commune le service public d'assainissement non collectif (SPANC), qui a pour mission de vérifier la bonne exécution des travaux de réalisation et de réhabilitation, ainsi que le bon fonctionnement et l’entretien des installations,.

#### Eau potable
En 2020, l'alimentation en eau potable est assurée par le SMAEP de la Brie Boisée qui en a délégué la gestion à l'entreprise Suez, dont le contrat expire le 31 mai 2023,,.

## Population et société

### Démographie
L'évolution du nombre d'habitants est connue à travers les recensements de la population effectués dans la commune depuis 1793. Pour les communes de moins de 10 000 habitants, une enquête de recensement portant sur toute la population est réalisée tous les cinq ans, les populations de référence des années intermédiaires étant quant à elles estimées par interpolation ou extrapolation. Pour la commune, le premier recensement exhaustif entrant dans le cadre du nouveau dispositif a été réalisé en 2006.

En 2022, la commune comptait 1 293 habitants, en évolution de +16,38 % par rapport à 2016 (Seine-et-Marne : +3,92 %, France hors Mayotte : +2,11 %).
| 1793 | 1800 | 1806 | 1821 | 1831 | 1836 | 1841 | 1846 | 1851 |
| ---- | ---- | ---- | ---- | ---- | ---- | ---- | ---- | ---- |
| 245  | 635  | 652  | 665  | 739  | 746  | 707  | 690  | 689  |

| 1856 | 1861 | 1866 | 1872 | 1876 | 1881 | 1886 | 1891 | 1896 |
| ---- | ---- | ---- | ---- | ---- | ---- | ---- | ---- | ---- |
| 742  | 739  | 756  | 740  | 739  | 784  | 840  | 780  | 776  |

| 1901 | 1906 | 1911 | 1921 | 1926 | 1931 | 1936 | 1946 | 1954 |
| ---- | ---- | ---- | ---- | ---- | ---- | ---- | ---- | ---- |
| 765  | 744  | 752  | 600  | 612  | 607  | 552  | 564  | 552  |

| 1962 | 1968 | 1975 | 1982 | 1990 | 1999 | 2006  | 2011  | 2016  |
| ---- | ---- | ---- | ---- | ---- | ---- | ----- | ----- | ----- |
| 619  | 595  | 686  | 727  | 847  | 941  | 1 066 | 1 101 | 1 111 |

| 2021  | 2022  | - | - | - | - | - | - | - |
| ----- | ----- | - | - | - | - | - | - | - |
| 1 239 | 1 293 | - | - | - | - | - | - | - |

### Jumelages
- Favières en Lorraine (Meurthe-et-Moselle)[réf. nécessaire].

## Économie

### Revenus de la population et fiscalité
En 2017, le nombre de ménages fiscaux de la commune était de 445, représentant 1 169 personnes et la  médiane du revenu disponible par unité de consommation  de 26 300 euros.

### Emploi
En 2017, le nombre total d’emplois dans la zone était de 130, occupant 536 actifs  résidants.
Le taux d'activité de la population (actifs ayant un emploi) âgée de 15 à 64 ans s'élevait à 71,3 % contre un taux de chômage de 7 %.
Les 21,7 % d’inactifs se répartissent de la façon suivante : 10 % d’étudiants et stagiaires non rémunérés, 7,4 % de retraités ou préretraités et 4,3 % pour les autres inactifs.

### Entreprises et commerces
En 2015, le nombre d'établissements actifs était de 96 dont 5 dans l'agriculture-sylviculture-pêche, 4 dans l’industrie, 18 dans la construction, 63 dans le commerce-transports-services divers et 6  étaient relatifs au secteur administratif.
Ces établissements ont pourvu 103 postes salariés.

### Secteurs d'activité

#### Agriculture
Favières est dans la petite région agricole dénommée la « Brie boisée », une partie de la Brie autour de Tournan-en-Brie. En 2010, l'orientation technico-économique de l'agriculture sur la commune est la polyculture et le polyélevage.
Si la productivité agricole de la Seine-et-Marne se situe dans le peloton de tête des départements français, le département enregistre un double phénomène de disparition des terres cultivables (près de 2 000 ha par an dans les années 1980, moins dans les années 2000) et de réduction d'environ 30 % du nombre d'agriculteurs dans les années 2010. Cette tendance se retrouve au niveau de la commune où le nombre d’exploitations est passé de 11 en 1988 à 8 en 2010. Parallèlement, la taille de ces exploitations augmente, passant de 79 ha en 1988 à 107 ha en 2010.
Le tableau ci-dessous présente les principales caractéristiques des exploitations agricoles de Favières, observées sur une période de 22 ans :
|                                      | 1988 | 2000 | 2010 |
| ------------------------------------ | ---- | ---- | ---- |
| Dimension économique,                |      |      |      |
| Nombre d’exploitations (u)           | 11   | 7    | 8    |
| Travail (UTA)                        | 48   | 48   | 35   |
| Surface agricole utilisée (ha)       | 864  | 811  | 857  |
| Cultures                             |      |      |      |
| Terres labourables (ha)              | 729  | 716  | 762  |
| Céréales (ha)                        | 492  | 450  | 464  |
| dont blé tendre (ha)                 | 269  | 301  | 316  |
| dont maïs-grain et maïs-semence (ha) | s    | s    | 51   |
| Tournesol (ha)                       | 0    |      |      |
| Colza et navette (ha)                | s    | s    | s    |
| Élevage                              |      |      |      |
| Cheptel (UGBTA)                      | 545  | 527  | 406  |

## Culture locale et patrimoine

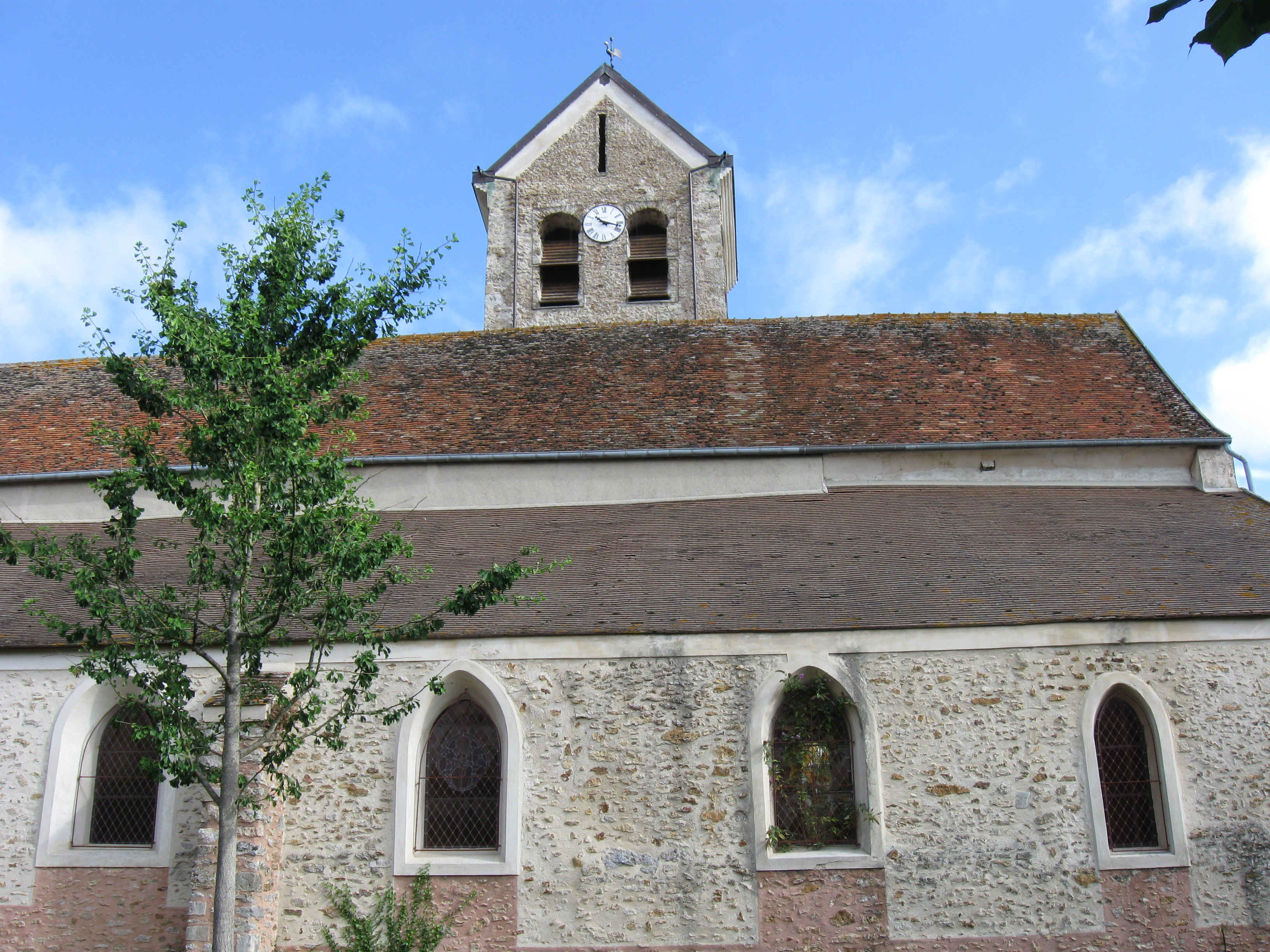
L'église Saint-Martin.

### Monuments et lieux remarquables
La commune compte un monument répertorié à l'inventaire des monuments historiques (Base Mérimée) :
- Ferme d'Hermières[77]
- Place Besoul (monument aux morts)

### Autres lieux et monuments
- L'église Saint-Martin (XIIe siècle-XVIIIe siècle).
- Chapelle du Hameau de La Route des Grès (xıxe siècle)

### Personnalités liées à la commune
- Edmond Pirot (1631-1713), ecclésiastique, docteur en Sorbonne, abbé commendataire de l'abbaye Saint-Nicolas d'Hermières de 1681 à sa mort.
- Jacques-Louis David (1748-1825), peintre et conventionnel, réside à la ferme Saint-Ouen auprès de la famille Seriziat (1795).
- Otto von Bismarck (1815-1898), chancelier allemand, a séjourné à Favières située en territoire d'occupation prussienne durant la guerre de 1870-1871[56].
- Edmond de Rothschild (1926-1997), banquier franco-suisse, lance dans les années 1990 à la ferme des Trente Arpents la production artisanale de brie fermier.